# Nangar-Nationalpark
Der Nangar-Nationalpark ist ein Nationalpark im Zentrum des australischen Bundesstaates New South Wales, 252 Kilometer westlich von Sydney. Der Park liegt in der Mitte zwischen den Städten Orange und Forbes auf der Nungar-Murga Range. Im Park, der eine Fläche von 92 km² hat, liegt die höchste Erhebung dieses Gebirges, der Nangar Mountain mit 778 Meter Höhe.
Der Wald besteht aus Schwarzkiefern und Eukalyptusbäumen, dem Scribbly Gum (Eucalyptus rossii) und dem Ironbark (Eucalyptus crebra), das Unterholz aus Grevilleen, Thymianswolfsmilch, Blaulilie (Nodding Blue Lily, Stypandra glauca) und Orchideen (Waxlip Orchid).
Typische Vögel im Park sind Zaunkönige, Acanthiza, Falken, Habichte, Wanderfalken und Braunkopf-Rabenkakadus. An Säugetieren findet man das östliche graue Riesenkänguru, sowie graue, Rothals- und Sumpfwallabys.